# Belberaud
Belberaud (em occitano:  Bèlberaud) é uma comuna francesa na região administrativa da Occitânia, no departamento do Alto Garona. Estende-se por uma área de 7.47 km², com 1.504 habitantes, segundo o censo de 2018, com uma densidade de 200 hab/km².